# 尼阿耶
尼阿耶（法語：Nuaillé，法語發音：[nɥaje] ⓘ）是法国曼恩-卢瓦尔省的一个市镇，属于绍莱区。

## 地理
尼阿耶（47°5'40"N, 0°47'45"W）面积13.23 平方千米，位于法国卢瓦尔河地区大区曼恩-卢瓦尔省，该省份为法国西部内陆省份，大致对应安茹地区，北起顺时针与马耶讷省、萨尔特省、安德尔-卢瓦尔省、维埃纳省、德塞夫勒省、旺代省、大西洋卢瓦尔省和伊勒-维莱讷省接壤。
与尼阿耶接壤的市镇（或旧市镇、城区）包括：尚特卢莱布瓦、紹萊、莫日地区马济耶尔、图勒蒙德、特雷芒蒂讷、沃赞。

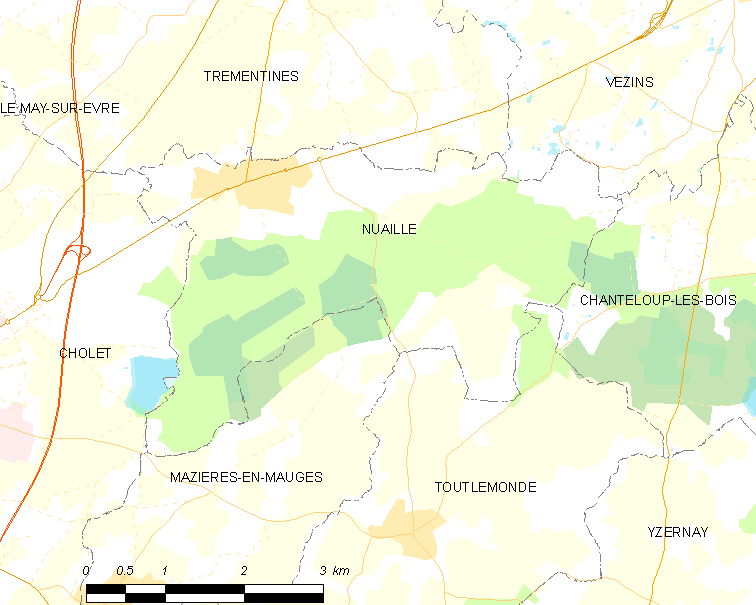
尼阿耶的OSM定位图

尼阿耶的时区为UTC+01:00、UTC+02:00（夏令时）。

## 行政
尼阿耶的邮政编码为49340，INSEE市镇编码为49231。

## 政治
尼阿耶所属的省级选区为绍莱第二县。

## 人口

1962-2008年间尼阿耶人口变化图示

尼阿耶于2022年1月1日时的人口数量为1454人。